# Dobersberg
Dobersberg est une commune autrichienne du district de Waidhofen an der Thaya en Basse-Autriche.

## Géographie

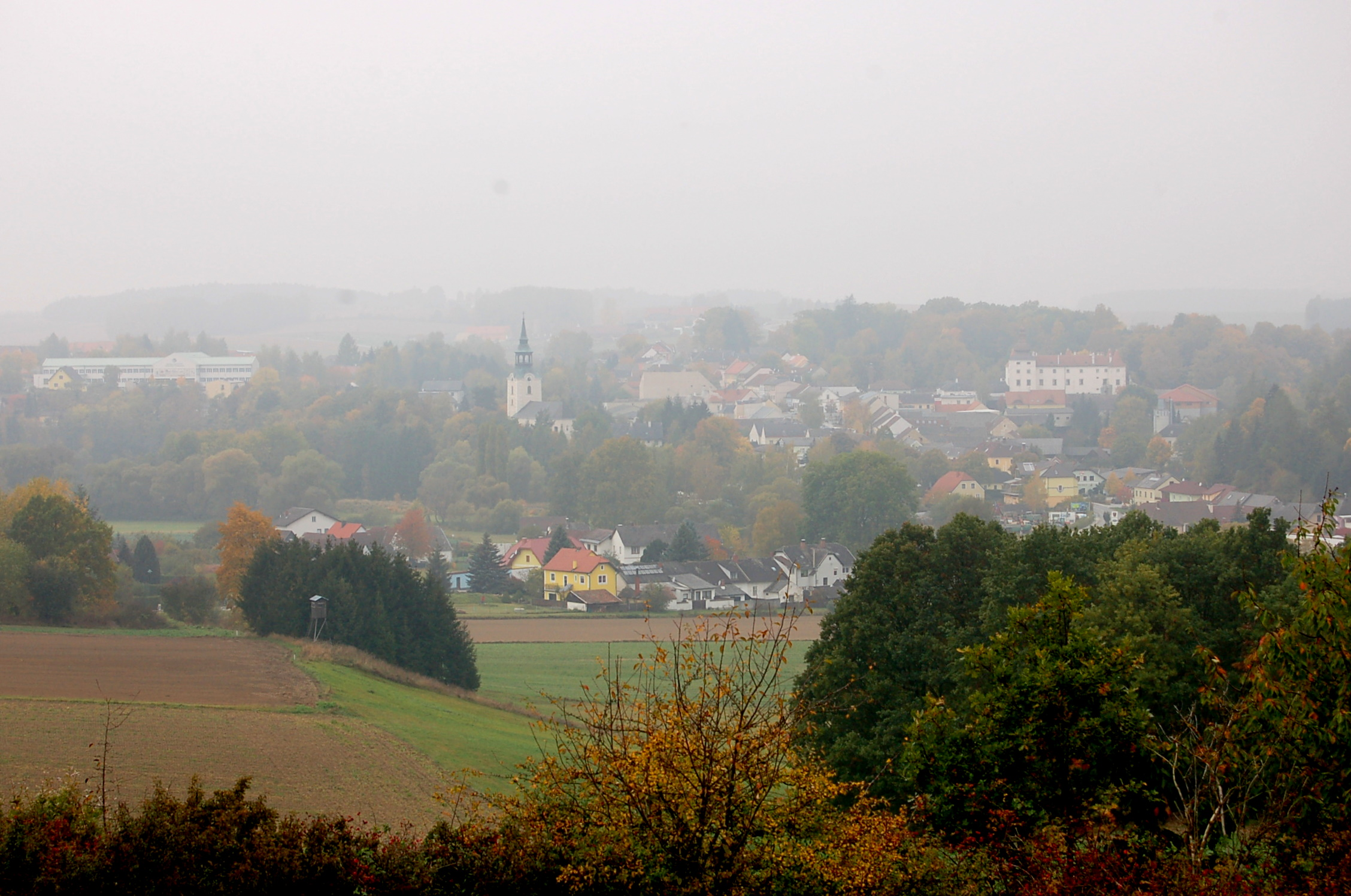
Vue depuis l'est.

Dobersberg est située au bord de la Thaya allemande dans le nord du Waldviertel, région rurale et forestière s'étendant du Danube jusqu'à la frontière tchèque. 
Au milieu des bois près du village de Reinolz se trouve le tripoint historique entre l'Autriche (l'ancien archiduché d'Autriche), la Bohême et la Moravie. Les municipalités tchèques limitrophes sont Staré Město au nord-ouest et Slavonice au nord-est.